# Johann Michael Then
Johann Michael Then (auch Johann Michael Thenn; * 1814; † 25. November 1894 in Dettelbach) war zwischen 1875 und 1881 Landtagsabgeordneter in der Kammer der Abgeordneten im Bayerischen Landtag. Gleichzeitig stand der der Stadt Dettelbach als Bürgermeister vor.

## Leben und Wirken
Johann Michael Then wurde im Jahr 1814 geboren. Er wurde im Jahr 1875 mit der 14. Wahlperiode in die bayerische Kammer der Abgeordneten gewählt, wobei er den Wahlbezirk Würzburg II/Unterfranken vertrat. Er war Mitglied der Bayerischen Patriotenpartei. Then arbeitete insbesondere in Ausschüssen mit, die den Ausbau des Eisenbahnnetzes berieten. So ist er 1879 im Ausschuss zur Berathung der die Erbauung von Eisenbahnen betr. Petitionen nachzuweisen. Neben seiner Abgeordnetentätigkeit war Then zwischen 1866 und 1888 als 1. Bürgermeister im unterfränkischen Dettelbach tätig und trieb als solcher den Bau der Ludwigsbrücke bei Schwarzenau voran. Er starb am 25. November 1894 in Dettelbach.